# 1958年の相撲
1958年の相撲（1958ねんのすもう）は、1958年の相撲関係のできごとについて述べる。

## 大相撲

### できごと
- 1月、初場所、蔵前国技館で15日間。場所後、若乃花の横綱推挙決定。この場所を途中休場した横綱吉葉山は引退し、横綱鏡里も場所後引退を表明。協会役員改選で立浪と高砂が取締に就任。相撲診療所開設、行司部屋独立。財団法人日本相撲協会と改称、大日本の「大」を取る。
- 3月、春場所、大阪府立体育会館で15日間。場所後の番付編成会議で琴ヶ濱の大関昇進決定。
- 5月、夏場所、蔵前国技館で15日間。自動電光掲示板を新設し、2階はすべてイス席となる。8日目に昭和天皇観戦。
- 6月、両国の旧国技館を日本大学へ譲渡。行司の年寄制を廃止。
- 7月、名古屋場所、金山体育館で15日間。名古屋で本場所が開催されることになり、この年から年6場所制となる。
- 9月、秋場所、蔵前国技館で15日間。初日の栃錦対北の洋戦の勝負判定について、行司伊之助が軍配どおりを主張し、2日目から出場停止処分となる。行司の年寄襲名制を禁止し、65歳定年制発足。
- 10月、大阪準本場所15日間、大関朝汐優勝。
- 12月、九州場所、福岡スポーツセンターで15日間。

### 1958年7月場所
この場所はまだ冷暖房などない金山体育館で行われていたため、暑さ対策として相撲協会は土俵上のライトを映画用ライトから蛍光灯に変え、1本7000リットルの酸素ボンベを1日に8個ずつ放出し、制限時間いっぱいになると香水入りのおしぼりで力士の体を拭いた。支度部屋は風通し良い場所を選び、ヨシズ張りにして大型扇風機30台も備えた。また、名古屋のファンも支度部屋と館内に大きな氷柱を寄贈するなど、様々な知恵を絞った。それでも大した効果はなく、あまりに熱すぎるというので、1960年からは初日を1週間早め、初日は6月の下旬となった。当時の名古屋場所は"南洋場所"の異名で呼ばれており、テレビアナウンサーや解説者も、上半身はYシャツにネクタイであったが、下半身はステテコにサンダルというのが普通であった。

### 本場所
- 一月場所（蔵前国技館、12～26日）
幕内最高優勝 : 若乃花勝治（13勝2敗,2回目）
  - 殊勲賞-琴ヶ濱、敢闘賞-若前田、技能賞-北ノ洋

十両優勝 : 常錦利豪（13勝2敗）
- 三月場所（大阪府立体育会館 9～23日）
幕内最高優勝 : 朝汐太郎（13勝2敗,3回目）
  - 殊勲賞-琴ヶ濱、敢闘賞-琴ヶ濱、技能賞-若前田

十両優勝 : 富樫剛　（12勝3敗）
- 五月場所（蔵前国技館、4～18日）
幕内最高優勝 : 　栃錦清隆（14勝1敗,7回目）
  - 殊勲賞-鶴ヶ嶺、敢闘賞-若前田、技能賞-信夫山

十両優勝 : 若秩父高明（11勝4敗）
- 七月場所（金山体育館、6～20日）
幕内最高優勝 : 若乃花幹士（13勝2敗,3回目）
  - 殊勲賞-安念山、敢闘賞-信夫山、技能賞-成山

十両優勝 : 青ノ里盛（13勝2敗）
- 九月場所（蔵前国技館、14～28日）
幕内最高優勝 : 若乃花幹士（14勝1敗,4回目）
  - 殊勲賞-時津山、敢闘賞-若秩父、技能賞-信夫山

十両優勝 : 北葉山英俊（14勝1敗）
- 十一月場所（福岡スポーツセンター、9～23日）
幕内最高優勝 : 朝汐太郎（14勝1敗,4回目）
  - 殊勲賞-北ノ洋、敢闘賞-安念山、技能賞-若瀬川

十両優勝 : 青ノ里盛（14勝1敗）

## 誕生
- 2月15日 - 多賀竜昇司（最高位：関脇、所属：鏡山部屋、年寄：鏡山）[2]
- 4月25日 - 栃司哲史（最高位：関脇、所属：春日野部屋、年寄：入間川）[3]
- 6月23日 - 大乃花武虎（最高位：前頭13枚目、所属：大鵬部屋）[4]
- 7月18日 - 富士の岩秀之（最高位：十両13枚目、所属：九重部屋→井筒部屋→九重部屋）
- 8月26日 - 大富士慶二（最高位：十両6枚目、所属：九重部屋、+ 2012年【平成24年】）
- 11月21日 - 花ノ藤昭三（最高位：十両筆頭、所属：花籠部屋→放駒部屋）
- 12月19日 - 闘竜賢二（最高位：関脇、所属：三保ヶ関部屋）[5]

## 死去
- 4月27日 - 若葉山鐘（最高位：小結、所属：二十山部屋、年寄：錣山、* 1895年【明治28年】）[6]
- 5月16日 - 柏農山勝栄（最高位：前頭21枚目、所属：高砂部屋、* 1923年【大正12年】）[7]
- 11月5日 - 常陸嶽理市（最高位：前頭2枚目、所属：出羽海部屋、年寄：竹縄、* 1899年【明治32年】）[8]